# Beatriz Morayra
Beatriz Morayra (Cidade do México, 27 de abril de 1979) é uma atriz mexicana.

## Biografia
Beatriz iniciou sua carreira em 1985, na série Mujer, casos de la vida real. 
Em 2001 fez sua estréia em novelas em La intrusa. Posteriormente fez outras novelas como Clase 406, Rebelde, Lola, érase una vez e En nombre del amor.
Em 2012 integrou o elenco da novela Porque el amor manda. 

Em 2014 participou da novela Mi corazón es tuyo. 
Em novembro de 2015 é confirmada como uma das vilãs da novela Sueño de amor, repetindo pela terceira vez a parceria com o produtor Juan Osorio. 

## Carreira
- Mujer, casos de la vida real (1985)
- La intrusa (2001) - Aidé
- El secreto oculto (2003) - Yolanda
- Clase 406 (2003) - Georgina
- Rebelde (2004)
- Lola, érase una vez (2007)
- En nombre del amor (2008) - Lorena Lozano Peniche
- Como dice el dicho (2011) - Laura
- Porque el amor manda (2012) - Martha Ferrer / Marcia Ferrer
- Como dice el dicho (2013) - Alba Romero
- Mi corazón es tuyo (2014) - Manuela Limón
- Sueño de amor (2016) - Silvana Fierro Mazanares
- ¿Qué le pasa a mi familia? (2021) - Rosalba Reyes Toledo